# Juliane Höhne
Juliane Höhne (* 4. Mai 1983 in Halle (Saale)) ist eine deutsche Basketballtrainerin und frühere -Spielerin.

## Laufbahn
Die Tochter der DDR-Nationalspielerin Evelyne Höhne und eines Basketball-Trainers besuchte 1993 ihr erstes Training beim BC 69 Halle (später SV Halle). Mit dem SV Halle wurde Höhne im Jahr 1999 Deutscher Vizemeister und 2000 Deutscher Meister in der B-Jugend, 2001 Deutscher Vizemeister und 2002 Deutscher Meister in der U20. In den Jahren 2000 bis 2003 spielte Höhne neben der Jugend und Regionalliga auch in der 2. Bundesliga. Höhne wechselte 2003 für zwei Jahre zum BBV Leipzig, wo sie in der 1. Damen-Basketball-Bundesliga spielte. In diesen Jahren studierte sie an der Martin-Luther-Universität Halle-Wittenberg Biochemie.
Von 2005 bis 2008 studierte Höhne an der Indiana University-Purdue University Indianapolis Biologie und spielte für die IPFW Mastodons in der National Collegiate Athletic Association Div 1. Nach dem erfolgreichen Abschluss entschied sich Höhne für eine professionelle Basketballkarriere, welche sie beim italienischen Verein A.S.D. San Martino di Lupari begann. Die Saison 2009/10 verbrachte Höhne beim Évreux Athletic Club in Frankreich, wo sie neben ihrer eigenen Spielertätigkeit erstmals zwei Mannschaften trainierte. Höhne wurde zur Spielerin des Jahres der NF2-Nordwest gewählt, in der sie auch beste Korbschützin war.
Im Jahr darauf wechselte Höhne zum belgischen Erstligisten Spirou Monceau, wo sie allerdings nur bis Weihnachten spielte. Sie wechselte zu BC Wildcats Wolfenbüttel in die 1. Damen-Basketball-Bundesliga. Mit den BC Wildcats Wolfenbüttel erreichte Höhne den vierten Platz des Pokalendturniers. 2011/12 wechselte Höhne nach Frankreich zurück und spielte für Union Féminine Angers Basket 49. Das Team erreichte den Wiederaufstieg in die Ligue Féminine 2 und gewann den Pokalwettbewerb (Trophée Coupe de France). Höhne trainierte auch eine Regionalliga-Mannschaft (RF2), mit der sie den Aufstieg erreichte und den zweiten Platz in deren Pokalwettbewerb (Coupe de Pays de la Loire) belegte.
In den darauffolgenden Jahren kehrte Höhne nach Deutschland zurück, um in der 1. Damen-Basketball-Bundesliga zu spielen. In der Saison 2012/13 spielte sie für die GiroLive Panthers Osnabrück, mit denen sie den dritten Platz in der Punktrunde sowie in den PlayOffs erreichte. Höhne wurde in dieser Saison vom Internetdienst eurobasket.com unter die fünf besten deutschen Spielerinnen der Damen-Basketball-Bundesligen gewählt. Als Co-Trainerin der Weiblichen Nachwuchs-Basketball Bundesliga gewann sie in dieser Saison mit den Junior Panthers Osnabrück den deutschen Vizemeistertitel. Sie trainierte auch noch die zweite Mannschaft der wU15 und bestand im Sommer 2013 die B-Lizenz als Trainerin.
2013/14 wechselte Höhne nach Nördlingen und erreichte mit der BG Donau-Ries den dritten Platz im Pokalwettbewerb. In der Folgesaison kehrte sie nach Osnabrück zu den in die 2. Liga abgestiegenen GiroLive Panthers zurück, mit denen sie den vierten Platz im DBBL-Pokal erreichte und Meister der 2. DBBL Nord wurde.
Von 2016 bis 2018 war sie als Trainerin von Eintracht Braunschweig in der 2. Bundesliga tätig. Im Sommer 2018 gehörte sie als Co-Trainerin zum Stab der weiblichen U16-Nationalmannschaft Deutschlands. Zum Spieljahr 2018/19 wechselte Höhne als Assistenztrainerin zum amtierenden deutschen Meister Grüner Stern Keltern, arbeitete dort unter Cheftrainer Christian Hergenröther und übernahm zudem Aufgaben im Jugendbereich sowie in der Öffentlichkeitsarbeit. Sie blieb bis April 2020 in Keltern in Amt.
Im Juli 2020 wurde sie Cheftrainerin des Bundesligisten TK Hannover. Nach dem Ende der Saison 2020/21 wurde ihr Vertrag in Hannover nicht verlängert. Höhne wurde Landestrainerin beim Basketballverband Sachsen und Jugendtrainerin bei den ChemCats Chemnitz.